# 秋光純
秋光純（日语：／ Akimitsu Jun ?，1939年—），日本物理学學家，專長超導材料。現任青山學院大學教授。紫綬褒章、瑞寶中綬章表彰。
秋光教授是二硼化鎂39K的發現者，曾獲得日本人第2座馬蒂亞斯獎。

## 生平與成就
1939年，秋光純出生於日本廣島縣吳市。1965年東京大學理學部畢業，1970年獲得理學博士學位（東京大學）。
1970年～76年擔任東京大學物質研究所中性子回折部門助手，1976年轉任青山學院大學理工學部物理學科助教授，1982年升任理學部教授。
1970年代開始進行超導研究，2001年在英國《Nature》發表二硼化鎂39K新發現。這是發現氧化銅金屬基Nb3Ge（轉變溫度23K）的二十七年以來，常规超導體的最大發現，受到舉世好評。

## 榮譽
- 1997年　超傳導科學技術獎
- 1998年　仁科芳雄獎
- 2001年　紫綬褒章[1]
- 2002年　朝日獎、超伝導科学技術賞
- 2003年　馬蒂亞斯獎
- 2007年　日本結晶學會獎賞西川獎
- 2008年 James C. McGroddy Prize for New Materials (美國物理學會)
- 2012年 第10回日本中性子科學會特別獎
- 2014年 瑞寶中綬章[2]

## 共同著作
- 超伝導現象と高温超伝導体 ISBN 978-4864690577 (2013年、エヌティーエス)
- 超伝導ハンドブック ISBN 978-4254131024 (2009年、朝倉書店)
- 基礎の力学―初めて物理を学ぶひとのために ISBN  978-4254130997　(2008年、朝倉書店)
- 平林久・益川敏英・梶田隆章・秋光純・銀林浩・立石雅昭・丸山健人, 『自然の謎と科学のロマン （上）』, 新日本出版社, 2003